# یافا یارکونی
یافا یارکونی (عبری: יפה ירקוני‎؛ ۲۴ دسامبر ۱۹۲۵ – ۱ ژانویهٔ ۲۰۱۲) خواننده اهل اسرائیل بود.
وی همچنین برندهٔ جوایزی همچون جایزه اسرائیل شده‌است.